# Мартьянов Яків Васильович
Я́ків Васи́льович Мартья́нов (8 січня 1888 року, Харків — 16 травня 1927 року, Москва) — радянський діяч. Член Всеукраїнського Центрального Виконавчого Комітету ВУЦВК.

## Біографія
Народився 8 січня 1888 року в міщанській родині в Харкові . За анкетою 1926 року — українець.
З 16 років він працював у харківській типографії сільськогосподарського журналу, тоді ж 1904 року вступає до харківської організації РСДРП. Там він вперше бере участь у першотравневій демонстрації й за що був заарештований поліцією на два тижні.
У грудні 1905 року брав участь у повстанні на харківському заводі «Гельферіх-Саде», де він познайомився із більшовиком Артемом. 12 грудня 1905 року повстання на заводі «Гельферіх-Саде», було придушено, Мартьянова заарештували. Вийшов він на волю в червні 1906 року, але через місяць знову був заарештований й висланий під нагляд поліції в Охтирку Харківської губернії. Після чого він перейшов на нелегальне становище й вирушив до Московського комітету РСДРП. Звідки його відправили в Перм, а потім до Єкатеринбургу для підпільної роботи. Там 1908 року він знову був заарештований поліцією та був засуджений до трьох років ув'язнення. Відбувши ув'язнення, він 1916 року повернувся до Харкова, де до 1917 року працював службовцем земської управи.
У 1917 році він став членом Харківського комітету РСДРП(б) та депутатом Харківської Ради робітничих депутатів. 24-25 грудня 1917 року в Харкові пройшов так званий перший з'їзд Рад України, сформований шляхом об'єднання делегатів Всеукраїнського з'їзду Рад, що залишили засідання з'їзду в Києві, протестуючи проти дій Генерального Секретаріату Української Центральної Ради 5 (18) грудня 1917 року та делегатів III обласного з'їзду Рад Донецького і Криворізького басейнів. Це зібрання проголосило в Українській Народній Республіці владу Рад робітничих, солдатських і селянських депутатів та обрало Центральний Виконавчий Комітет. Невдовзі 23 грудня 1917 року — Яків Мартьянов став народним секретарем пошт і телеграфів.
У січні — лютому 1918 року Мартьянов брав участь у поході червоних військ під командуванням Муравйова на Київ. У Києві став членом Надзвичайного комітету оборони від західних імперіалістів. У березні 1918 року на II Всеукраїнському з'їзді Рад у Катеринославі був знову обраний до складу ЦВК Рад України та народним секретарем пошт і телеграфів. На цій посаді він працював до ліквідації Народного секретаріату 18 квітня 1918 року.
Наприкінці 1918 року прибув до Маріуполя, де за допомогою брата влаштувався на одному з місцевих заводів, а незабаром вступив до підрозділу Нестора Махна, що тоді вів бої проти білих та військ Директорії УНР. Навесні 1919 р. Мартьянов вступив до 1-ї Задніпровської Української радянської дивізії Червоної Армії, яка вибила з Криму білогвардійців. В Криму Мартьянов залишився політпрацівником реввійськради та начальником політвідділу Кримської радянської армії (червень 1919 р).
Після захоплення Криму військами білих - Збройними силами півдня Росії - Мартьянов був залишений для підпільної роботи як член Кримського підпільного обкому РКП(б) під псевдонімом «Аким Ахтирський» й продовжував працювати в підпіллі до середини квітня 1920 року, коли був заарештований контррозвідкою Врангеля. Пізніше Мартьянов свідчив на радянському слідстві, що начальник контррозвідки Сімферополя Муравйов запропонував йому бути посередником у переговорах між ним та підпільним обкомом РКП(б). Він обіцяв зберегти життя деяким заарештованим більшовикам в обмін на гарантії життя йому в разі перемоги більшовиків та матеріальну винагороду. Мартьянов прийняв пропозицію й намагався влаштувати ці переговори, але керівник обкому більшовиків Микола Бабахан (Сергій Бабаханян), відмовився й запідозрив його у зраді. Після чого Мартьянов, втративши довіру і білих, і червоних, в червні 1920 р. втік до Батумі, а звідти до Сухумі, де жив під прізвищем дружини - Рошковський.
Дізнавшись про звинувачення на свою адресу, він  в серпні 1926 р. вирішив звернутися до свого старого знайомого по Харківському комітету РСДРП(б) Олександра Сербиченка, що працював на той час заступником голови Раднаркому УСРР, щоби це спростувати, а той повідомив про нього в ДПУ. 1 вересня 1926 року в Харкові органами ДПУ УСРР Мартьянова було заарештовано. Його звинуватили у видачі врангелівцям близько 50 підпільників (наразі підстави для звинувачення не є доведеними). Найбільше звинувавчував його у провалах колишній голова Кримського підпільного обкому Н. Бабахан (С. Бабаханян), але після того як останнього репресували в 1936 р. як троцькіста, радянські історики стали писати, що  провокатор Ахтирський працював під покровительством Бабахана. Насправді провали були і до арешту Мартьянова, і після його втечі з Криму. Більшовики підозрювали ще багатьох, деяких провокаторів навіть стратили. Слідство у справі Мартьянова проводили спершу працівники ДПУ УСРР, а з кінця жовтня 1926 до лютого 1927 року — слідчі Секретного відділу ОДПУ СРСР у Москві. Мартьянов оголошував голодування та писав звернення до голови ОДПУ В. Менжинського, ЦКК КП(б)У, ЦКК ВКП(б), але марно.
У лютому 1927 року слідство було завершено й справу передали на розгляд Особливої наради при ОДПУ СРСР,. Розстріляний 16.05.1927 за рішенням Колегії ОДПУ СРСР від 09.05.1927. Постанову підписав Генріх Ягода.